# Эстре-Тутен
Эстре-Тутен (норв. Østre Toten) — коммуна в губернии Оппланн в Норвегии. Административный центр коммуны — город Лена. Официальный язык коммуны — букмол. Население коммуны на 2008 год составляло 14 459 чел. Площадь коммуны Эстре-Тутен — 561,76 км², код-идентификатор — 0528.

## История населения коммуны
Население коммуны за последние 60 лет.

Статистика коммуны Эстре-Тутен